# Беккер, Ян
Йоаннес (Ян) Бе́ккер (нидерл. Joannes "Jan" Becker; 4 июня 1903, Амстердам — 9 марта 1973, там же) — нидерландский футболист, игравший на позиции вратаря, выступал за амстердамский «Аякс».

## Спортивная карьера
В августе 1922 года Ян Беккер вступил в футбольный клуб «Аякс». На тот момент он проживал в южной части Амстердама по адресу Эрсте Якоб ван Кампенстрат 62. В основном составе 20-летний голкипер дебютировал 27 апреля 1924 года в товарищеском матче с бельгийским клубом «Брюссель», выйдя в стартовом составе. Встреча проходила на стадионе «Хет Хаутен» и завершилась победой его команды со счётом 3:0. 22 марта 1925 года Беккер защищал ворота «Аякса» в матче третьего раунда Кубка Нидерландов на выезде в Леувардене против «Фрисланда» — основной состав команды в тот день проводил товарищескую игру с «Блау-Витом», поэтому в кубковом матче принимали участие в основном игроки резервного состава. В первом тайме футболисты «Аякса» забили трижды, а во второй половине игры Ян пропустил гол от ван дер Плуга, однако амстердамцы всё же смогли удержать победу со счётом 1:3 и выйти в следующий раунд кубка.
В сезоне 1926/27 он стал дублёром основного голкипера команды Яна де Бура, поскольку резервный вратарь Ян ван Хесвейк перешёл в «Блау-Вит». В том сезоне Беккер сыграл в товарищеской игре против английского «Клэптона».
В чемпионате Нидерландов впервые сыграл 18 сентября 1927 года в матче первого тура с ЭДО, заменив травмированного де Бура. Встреча в Харлеме завершилась со счетом 1:2 в пользу гостей. В общей сложности за два сезона Беккер сыграл в чемпионате 6 матчей, пропустив в них 9 мячей. В последний раз в рамках чемпионата он выходил на поле 21 октября 1928 года в матче с клубом «Хилверсюм».

## Личная жизнь
Ян родился в июне 1903 года в Амстердаме. Отец — Ламбертюс Алфонсюс Беккер, мать — Йоханна Мария Мюллер, оба родителя были родом из Амстердама. Помимо Яна, в семье было ещё двое детей: дочь Маргарет Кристина и сын Ламбертюс Алфонсюс.
Женился в возрасте тридцати девяти лет — его избранницей стала 41-летняя Алтье Вландерен, уроженка Нардена. Их брак был зарегистрирован 25 ноября 1942 года в Амстердаме.
Умер 9 марта 1973 года в Амстердаме в возрасте 69 лет.

## Статистика по сезонам
| Клуб | Сезон   | Чемпионат Нидерландов | Чемпионат Нидерландов | Кубок Нидерландов | Кубок Нидерландов | Итого | Итого |
| Клуб | Сезон   | Игры                  | Голы                  | Игры              | Голы              | Игры  | Голы  |
| ---- | ------- | --------------------- | --------------------- | ----------------- | ----------------- | ----- | ----- |
| Аякс | 1924/25 | 0                     | 0                     | 1                 | –1                | 1     | –1    |
| Аякс | 1927/28 | 4                     | –3                    | 1                 | –3                | 5     | –6    |
| Аякс | 1928/29 | 2                     | –6                    |                   |                   | 2     | –6    |
| Аякс | Итого   | 6                     | –9                    | 2                 | –4                | 8     | –13   |